# コールデコット賞
コールデコット賞（コールデコットしょう、英: Caldecott Medal）またはコルデコット賞は、アメリカ図書館協会の下部組織である児童図書館協会（ALSC）が、アメリカ合衆国で前年に出版された最も優れた子ども向け絵本に毎年授与している賞（メダル）である。19世紀イギリスのイラストレーター、ランドルフ・コールデコットを記念して名付けられた。ニューベリー賞と並んで、アメリカで最も権威のある児童書の賞である。

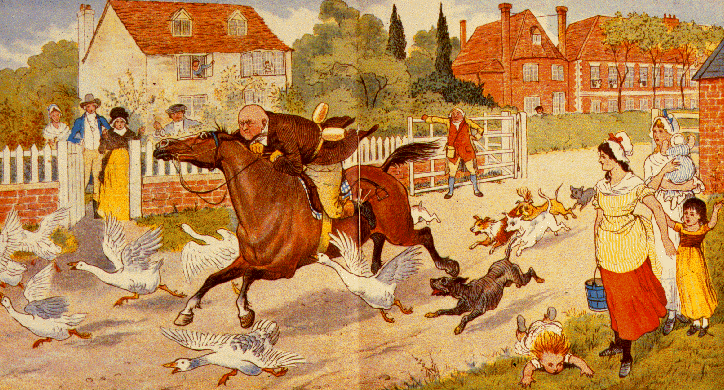
『ジョン・ギルピンのゆかいなお話』(1878)

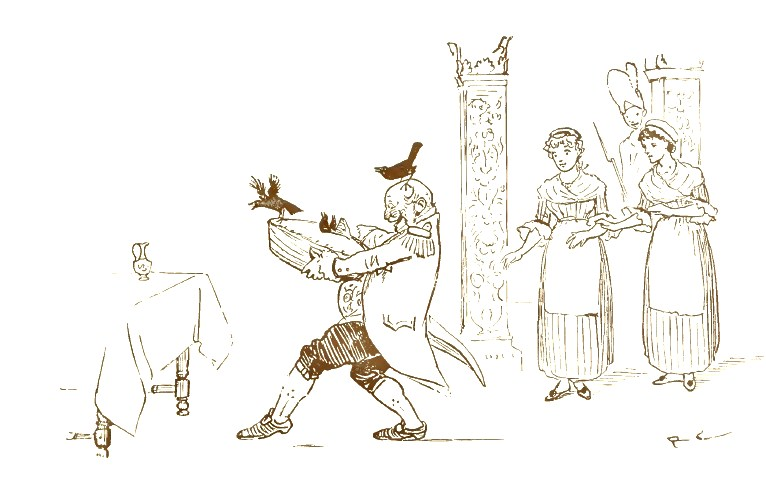
『6ペンスの唄をうたおう』(1880)

コールデコット賞のメダルはRene Paul Chambellanによって1937年にデザインされた。表面は、ランドルフ・コールデコットが『ジョン・ギルピンのゆかいなお話』のために描いた、ギルピンが暴走する馬に跨がっているイラストレーションから採られている。さらに、この話はウィリアム・クーパーが1782年に書いた詩に由来している。裏面はこれもコールデコットが童謡『6ペンスの唄をうたおう』の「24羽のクロウタドリがパイに焼かれた」を描いたイラストレーションから採られている。
メダルとは別にコールデコット・オナーと呼ばれる表彰もあり、次点の候補者たちに毎年授けられている。

## 授賞の基準
授賞基準は以下の通りである。
- 前年に、アメリカ合衆国で出版された英語の本であること。
- イラストレーションはオリジナル作品であること。
- イラストレーターはアメリカ合衆国の市民もしくは居住者であること。
- 使用された芸術的な技法、ストーリーの絵画的な解釈、ストーリーとイラストの様式の適合性、プロット・テーマ・キャラクター・雰囲気や情報などの絵を通じた描写、子どもの読者を想定した表現であることが評価される。
- 本が子どもの理解力、能力、鑑賞力に敬意を払っていること。
- 本がそれ自身で完結しており、楽しむために他のメディアに依存していないこと。

## 選考過程
コールデコット賞の選考委員会は15名で構成される。うち8名はALCSの全会員の投票により選ばれ、議長を含む残りの7名はALSCの会長が指名する。多くの出版社が委員会のメンバーに本を送付する。2009年には、各メンバーがそれぞれ700作品以上を受け取った。有力候補を絞り込むため、議長は毎月各メンバーに有力な候補を決めるように促すのが普通である。秋に、各メンバーは正式に7冊の本をノミネートする。

## 受賞者一覧
- 2025年 Rebecca Lee Kunz, Chooch Helped
- 2024年 Vashti Harrison, Big
- 2023年 ダグ・サラティ（英語版）, Hot Dog（『ホットドッグ』）
- 2022年 Jason Chin, Watercress
- 2021年 Michaela Goade, We Are Water Protectors
- 2020年 Kadir Nelson, The Undefeated
- 2019年 ソフィー・ブラッコール（英語版）, Hello Lighthouse（『おーい、こちら灯台』）
- 2018年 Matthew Cordell, Wolf in the Snow
- 2017年 Javaka Steptoe, Radiant Child: The Story of Young Artist Jean-Michel Basquiat
- 2016年 ソフィー・ブラッコール, Finding Winnie: The True Story of the World's Most Famous Bear（『プーさんとであった日』）
- 2015年 ダン・サンタット, The Adventures of Beekle: The Unimaginary Friend（『ビークル ゆめのこどものおはなし』）
- 2014年 ブライアン・フロッカ（英語版）, Locomotive（『走れ! ! 機関車』）
- 2013年 ジョン・クラッセン, This Is Not My Hat（『ちがうねん』）
- 2012年 Chris Raschka, A Ball for Daisy
- 2011年 エリン・E.ステッド（英語版）, A Sick Day for Amos McGee（『エイモスさんが かぜを ひくと』）
- 2010年 ジェリー・ピンクニー（英語版）, The Lion and The Mouse（『ライオンとネズミ』）
- 2009年 ベス・クロムス（英語版）, The House in the Night（『よるのいえ』）
- 2008年 ブライアン・セルズニック（英語版）, The Invention of Hugo Cabret（『ユゴーの不思議な発明』）
- 2007年 デヴィッド・ウィーズナー, Flotsam（『漂流物』）
- 2006年 クリス・ラシュカ（英語版）, The Hello, Goodbye Window（『こんにちは・さようならのまど』）
- 2005年 ケヴィン・ヘンクス, Kitten's First Full Moon（『まんまるおつきさまをおいかけて』）
- 2004年 モーディカイ・ガースティン（英語版）, The Man Who Walked Between The Towers （『綱渡りの男』）
- 2003年 エリック・ローマン（英語版）, My Friend Rabbit（『はなうたウサギさん』）
- 2002年 デヴィッド・ウィーズナー, The Three Pigs（『3びきのぶたたち』）
- 2001年 David Small, So You Want to be President?
- 2000年 シムズ・タバック（英語版）, Joseph Had a Little Overcoat（『ヨセフのだいじなコート』）
- 1999年 メアリー・アゼアリアン（英語版）, Snowflake Bentley（『雪の写真家ベントレー』）
- 1998年 Paul O. Zelinsky, Rapunzel
- 1997年 デイビッド・ウィスニーウスキー（英語版）, Golem（『土でできた大男ゴーレム』）
- 1996年 ペギー・ラスマン（英語版）, Officer Buckle and Gloria（『バックルさんとめいけんグロリア』）
- 1995年 ディヴィッド・ディアス（英語版）, Smoky Night（『スモーキーナイト』）
- 1994年 アレン・セイ, Grandfather's Journey（『おじいさんの旅』）
- 1993年 エミリー・アーノルド・マッカリー（英語版）, Mirette on the High Wire（『つなのうえのミレット』）
- 1992年 デヴィッド・ウィーズナー, Tuesday（『かようびのよる』）
- 1991年 デビッド・マコーレイ, Black and White
- 1990年 エド・ヤング（英語版）, Lon Po Po（『ロンポポ』）
- 1989年 Stephen Gammell, Song and Dance Man
- 1988年 ジョン・ショーエンヘール（英語版）, Owl Moon（『月夜のみみずく』）
- 1987年 リチャード・エギエルスキー（英語版）, Hey, Al
- 1986年 クリス・ヴァン・オールズバーグ, The Polar Express（『急行「北極号」』）
- 1985年 トリナ・シャート・ハイマン（英語版）, Saint George and the Dragon
- 1984年 アリス・プロヴェンセン、マーティン・プロヴェンセン（英語版）, The Glorious Flight: Across the Channel with Louis Bleriot（『パパの大飛行』『栄光への大飛行』）
- 1983年 マーシャ・ブラウン, Shadow（『影ぼっこ』）
- 1982年 クリス・ヴァン・オールズバーグ, Jumanji（『ジュマンジ』）
- 1981年 アーノルド・ローベル, Fables（『ローベルおじさんのどうぶつものがたり』）
- 1980年 バーバラ・クーニー, Ox-Cart Man（『にぐるまひいて』）
- 1979年 ポール・ゴーブル（英語版）, The Girl Who Loved Wild Horses（『野うまになったむすめ』）
- 1978年 ピーター・スピア, Noah's Ark（『ノアの箱舟』）
- 1977年 レオとダイアン・ディロン, Ashanti to Zulu : African Traditions（『絵本アフリカの人びと』）
- 1976年 レオとダイアン・ディロン, Why Mosquitoes Buzz in People's Ears（『どうしてカはみみのそばでぶんぶんいうの』）
- 1975年 ジェラルド・マクダーモット, Arrow to the Sun（『太陽へとぶ矢』）
- 1974年 マーゴット・ツェマック（英語版）, Duffy and Devil（『ダフィと小鬼』）
- 1973年 ブレア・レント（英語版）, The Funny Little Woman
- 1972年 ノニー・ホグローギアン, One Fine Day（『きょうはよいてんき』）
- 1971年 ゲイル・E・ヘイリー, A Story A Story（『おはなし　おはなし』）
- 1970年 ウィリアム・スタイグ, Sylvester and the Magic Pebble（『ロバのシルベスターとまほうのこいし』）
- 1969年 ユリー・シュルヴィッツ（英語版）, The Fool of the World and the Flying Ship（『空とぶ船と世界一のばか』）
- 1968年 エド・エンバリー（英語版）, Drummer Hoff
- 1967年 エヴァリン・ネス（英語版）, Sam, Bangs & Moonshine（『へんてこりんなサムとねこ』）
- 1966年 ノニー・ホグローギアン, Always Room for One More
- 1965年 ベニ・モントレゾール, May I Bring a Friend?（『ともだちつれてよろしいですか』）
- 1964年 モーリス・センダック, Where the Wild Things Are（『いるいるおばけがすんでいる』『かいじゅうたちのいるところ』）
- 1963年 エズラ・ジャック・キーツ（英語版）, The Snowy Day（『ゆきのひ』）
- 1962年 マーシャ・ブラウン, Once a Mouse（『あるひねずみが……』『むかし、ねずみが』）
- 1961年 Nicolas Sidjakov, Baboushka and the Three Kings
- 1960年 マリー・ホール・エッツ（英語版）, アウロラ・ラバスティダ（英語版）, Nine Days to Christmas（『クリスマスまであと九日』）
- 1959年 バーバラ・クーニー, Chanticleer and the Fox（『チャンティクリアときつね』）
- 1958年 ロバート・マックロスキー, Time of Wonder（『すばらしいとき』）
- 1957年 マーク・シーモント（英語版）, A Tree is Nice（『木はいいなあ』）
- 1956年 フョードル・ロジャンコフスキー（英語版）, Frog Went A-Courting（『かえるだんなのけっこんしき』）
- 1955年 マーシャ・ブラウン, Cinderella, or the Little Glass Slipper（『シンデレラ』）
- 1954年 ルドウィッヒ・ベーメルマンス, Madeline's Rescue（『マドレーヌといぬ』）
- 1953年 リンド・ウォード, The Biggest Bear（『おおきくなりすぎたくま』）
- 1952年 ニコラス・モードヴィノフ（英語版）, Finders Keepers（『ナップとウィンクル』『みつけたものとさわったもの』）
- 1951年 キャサリン・ミルハウス（英語版）, The Egg Tree（『イースターのたまごの木』）
- 1950年 レオ・ポリティ（英語版）, Song of the Swallows（『ツバメの歌』）
- 1949年 Berta and Elmer Hader, The Big Snow
- 1948年 ロジャー・デュボアザン（英語版）, White Snow, Bright Snow（『しろいゆき　あかるいゆき』）
- 1947年 レナード・ワイスガード（英語版）, The Little Island（『ちいさな島』）
- 1946年 Maude and Miska Petersham, The Rooster Crows
- 1945年 エリザベス・オートン・ジョーンズ（英語版）, Prayer for a Child（『おやすみかみさま』）
- 1944年 ルイス・スロボドキン（英語版）, Many Moons（『たくさんのお月さま』）
- 1943年 バージニア・リー・バートン, The Little House（『ちいさいおうち』）
- 1942年 ロバート・マックロスキー, Make Way for Ducklings（『かもさん　おとおり』）
- 1941年 Robert Lawson, They Were Strong and Good
- 1940年 イングリ・ドオレーア、エドガー・パーリン・ドオレーア（英語版）, Abraham Lincoln（『エブラハム・リンカーン』）
- 1939年 トマス・ハンドホース（英語版）, Mei Li（『メイリイとおまつり』）
- 1938年 Dorothy P. Lathrop, Animals of the Bible, A Picture Book

## 複数回受賞者
- 2度
  - レオとダイアン・ディロン
  - クリス・ヴァン・オールズバーグ
  - バーバラ・クーニー
  - ノニー・ホグローギアン
  - ロバート・マックロスキー
- 3度
  - マーシャ・ブラウン
  - デヴィッド・ウィーズナー